# 阿什比德拉祖什
阿什比德拉祖什（Ashby-de-la-Zouch，也寫作Ashby de la Zouch；/ˌæʃbi dələ ˈzuːʃ/）是英格蘭萊斯特郡的一個集鎮和民政教區，靠近萊斯特郡和德比郡邊境，人口約一萬。當地的阿什比德拉祖什城堡在15至17世紀時是一座軍事要塞，19世紀這裡開始工業化，主要製造服裝、挖煤和製磚，1849年接通鐵路。
1086年時，這裡就叫做阿時比（Ashby），這本身是一個古英語-丹麥語詞，意思是有白蠟樹（Ash）的地方。現在的诺曼法语名是在諾曼征服英格蘭後，亨利三世时的祖什伯爵（Baron Zouche）家占领此地时出現的。

## 友好城市
- 法國 皮蒂维耶

## 外部連接
- 《末日審判書》上的Ashby [-de-la-Zouch]